# Shiba Inu
Shiba Inu (柴犬 (sài khuyển)) là loại chó nhỏ nhất trong sáu giống chó nguyên thủy và riêng biệt đến từ Nhật Bản. Chúng là một giống chó nhỏ, nhanh nhẹn và thích hợp với địa hình miền núi, Shiba Inu ban đầu được nuôi để săn bắt. Ngoại hình của chúng gần giống nhưng nhỏ hơn so với giống Akita Inu. Đây là một trong số ít giống chó cổ xưa vẫn còn tồn tại cho đến ngày nay.
Shiba là một trong sáu giống chó điển hình của Nhật Bản, cũng như Hokkaido, Kishu, Shikoku, Kai và Akita. Trong những giống chó này, Shiba là nhỏ nhất về thể chất.

## Từ nguyên
Inu hoặc ken (犬 - Hán Việt: khuyển) trong tiếng Nhật có nghĩa là con chó, nhưng nguồn gốc của từ "Shiba" vẫn chưa rõ. Từ Shiba (柴 - Hán Việt: sài) có nghĩa là cây bụi trong tiếng Nhật, đề cập đến một loại cây hoặc cây bụi có lá chuyển sang màu đỏ vào mùa thu. Điều này khiến cho một số người tin rằng Shiba được đặt tên như thế là vì loài chó này được sử dụng để săn mồi trong các bụi cây, hoặc có thể là do màu sắc phổ biến nhất của Shiba Inu là màu đỏ tương tự như của các cây bụi. Tuy nhiên, trong một phương ngữ Nagano cổ, từ Shiba cũng có ý nghĩa là nhỏ, do đó cái tên có thể nói đến tầm vóc nhỏ bé của con chó. Do đó, Shiba Inu đôi khi được dịch là "Little Brushwood Dog", tức "Chó bụi nhỏ".

## Mô tả

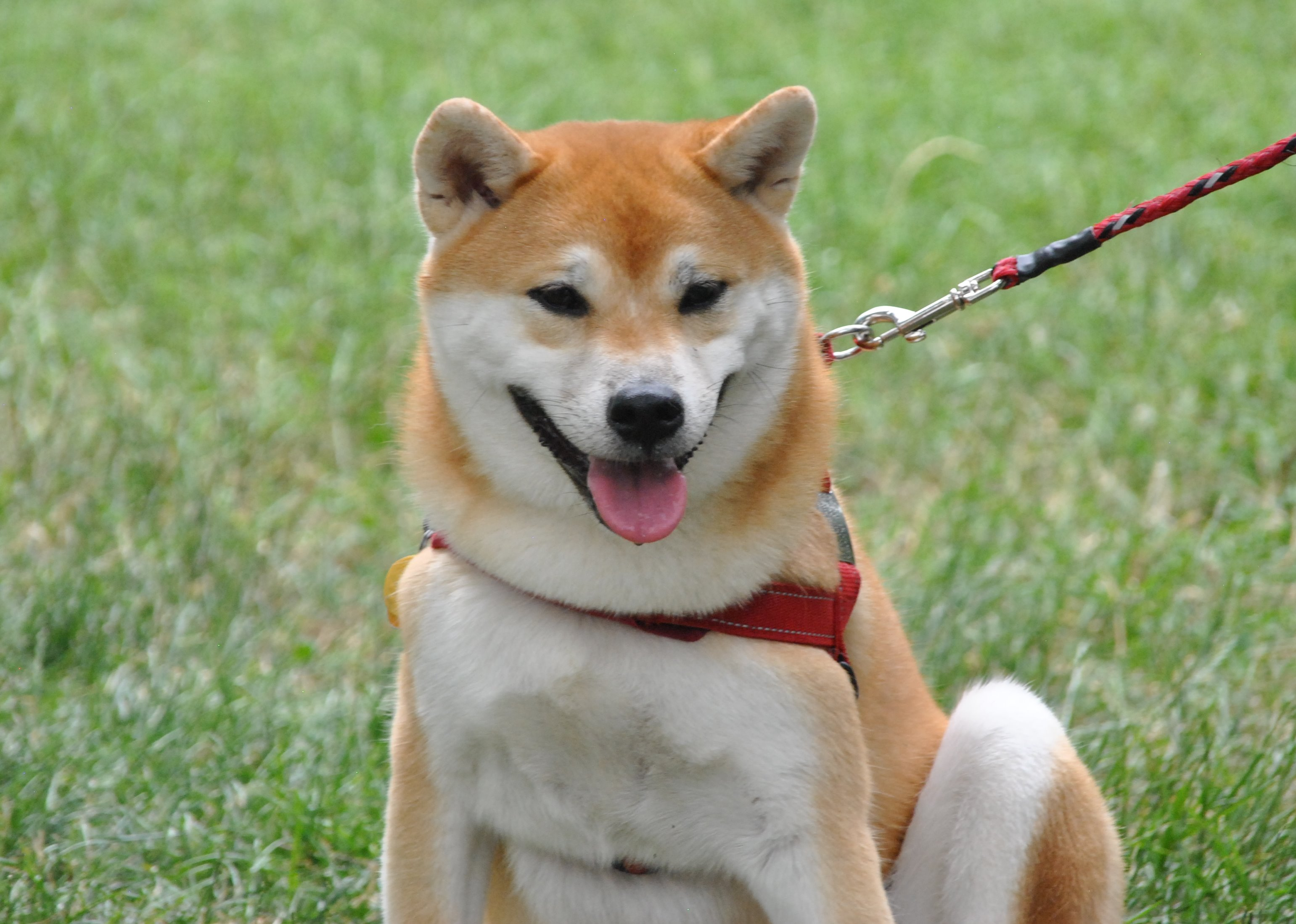

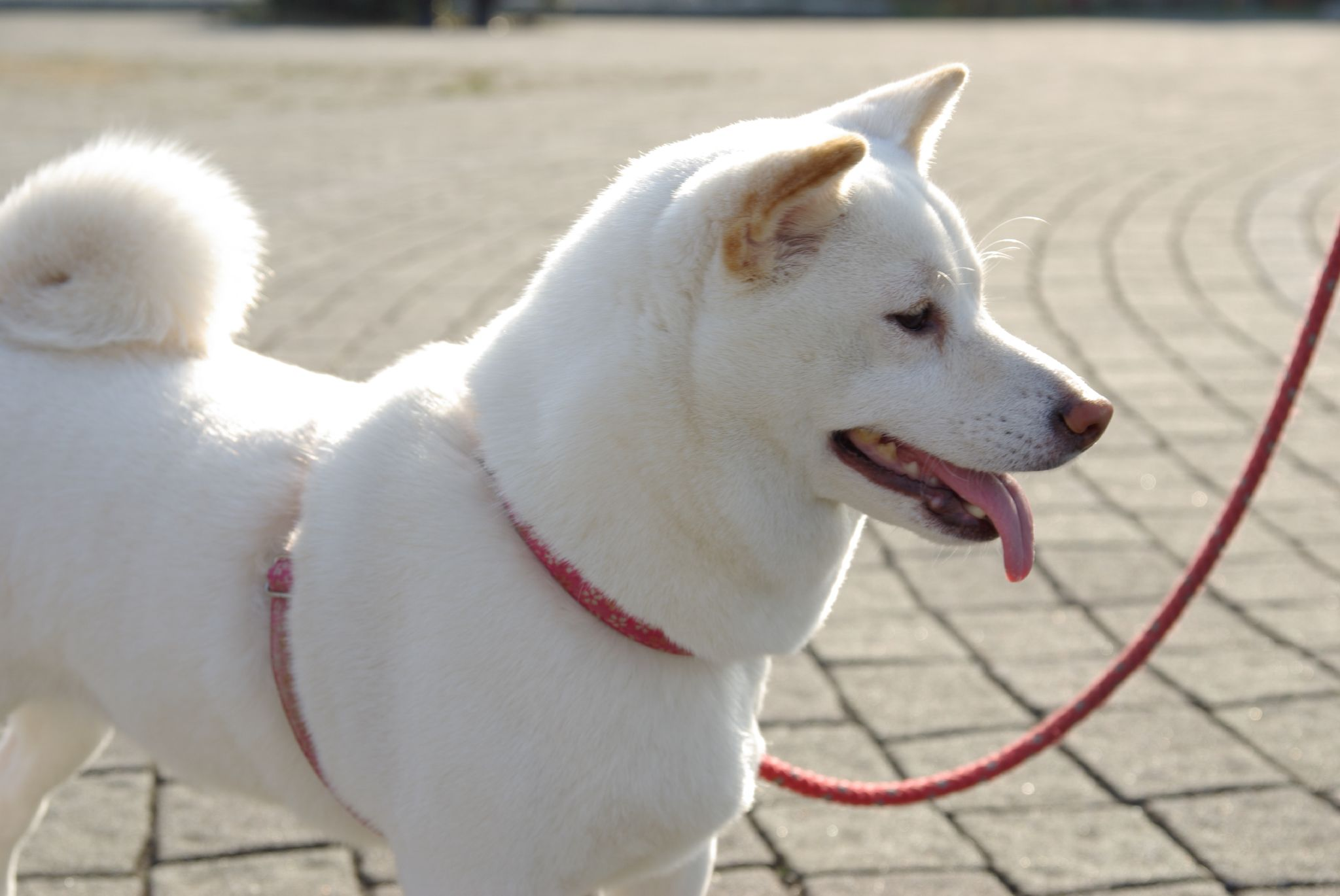
Một con Shiba Inu trắng (hay còn được gọi là kem).

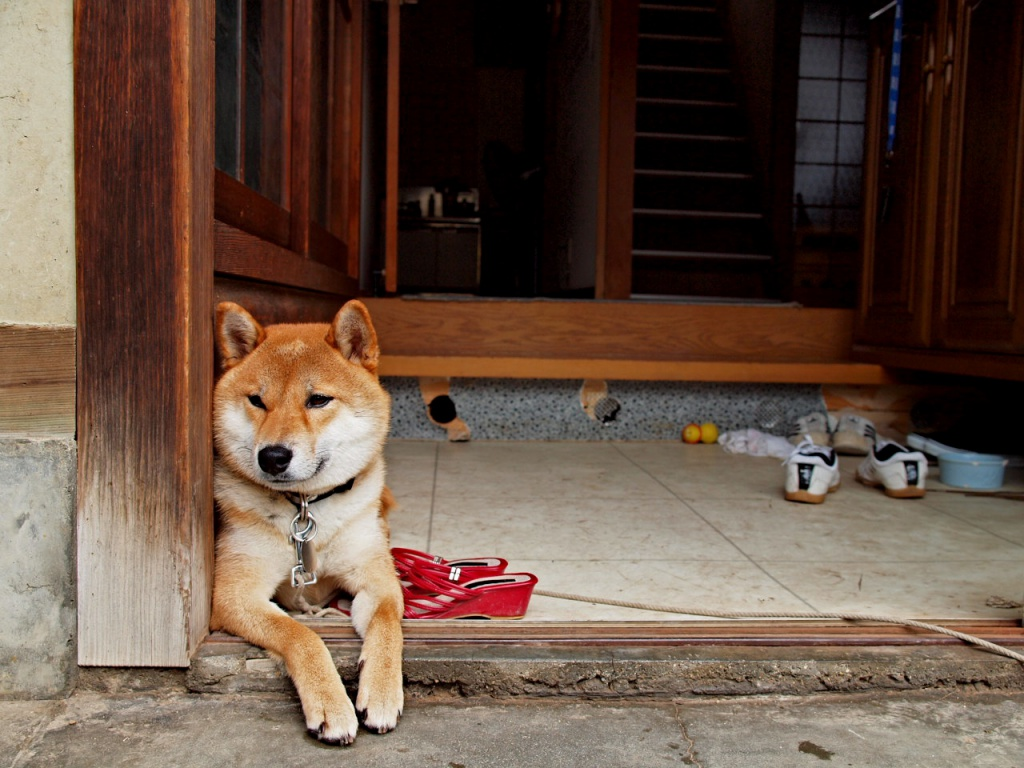
Một con Shiba Inu ở Kagawa, Nhật Bản.

### Ngoại hình
Khung hình của Shiba nhỏ gọn với cơ bắp phát triển tốt. Con đực có chiều cao từ 35 đến 43 cm (14 đến 17 in). Đối với con cái là 33 đến 41 cm (13 đến 16 in). Trọng lượng trung bình ở kích thước tương thích là khoảng 10 kg (22 lb) đối với con đực và 8 kg (18 lb) đối với con cái. Xương vừa phải.
Lớp lông: Có hai lớp lông với lớp ngoài cứng và thẳng cùng một lớp trong mềm mại và dày. Lông mao ngắn và thậm chí trên mặt, tai và chân giống cáo. Lông bảo vệ xù ra khỏi cơ thể chiều dài khoảng 4 đến 5 cm (1+1⁄2 đến 2 in) ở vai. Lông đuôi hơi dài và xù ra. Shiba có thể có màu đỏ, đen và nâu, hoặc màu vừng (màu đỏ với những sợi ngã sang đen), với một lớp lông lót màu kem, màu da bò, hoặc màu xám. Nó cũng có thể có màu trắng (kem), mặc dù màu này được xem là một"lỗi nghiêm trọng"bởi Hiệp hội chó giống Mỹ và không bao giờ được nuôi trong các chương trình. Ngược lại, một lớp lông màu trắng (kem) là hoàn toàn chấp nhận được theo tiêu chuẩn giống chó Anh.
Urajiro (màu kem trắng) có ở các bộ phận sau trên tất cả các vùng lông: ở hai bên mõm, trên má, bên trong tai, trên hàm dưới và ở chỗ cổ họng, bên trong chân, trên bụng, xung quanh các lỗ thông hơi và phía vùng bụng của đuôi. Màu đỏ: thương ở trên cổ họng, chóp ngực và ngực. Đen và màu vừng: thường là một dấu tam giác trên cả hai bên của chóp ngực.

### Tính cách
Shiba có xu hướng thể hiện tính tự lập và đôi khi còn hung hăng. Shiba Inu tốt nhất nên được nuôi trong một gia đình mà không có những con chó nhỏ khác hay trẻ em, nhưng huấn luyện vâng lời vẫn có thể được và xã hội sớm có thể làm cho tất cả trở nên ngoan ngoãn. Giống chó cũng tương tác khá tốt với mèo.
Từ các tiêu chuẩn đối với giống của Nhật Bản:

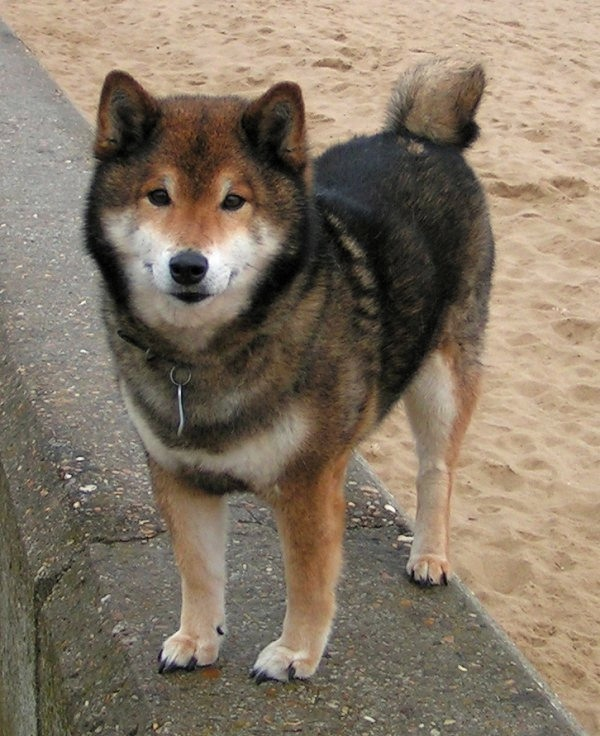
Shiba Inu màu vừng và đen.

 Một tinh thần mạnh dạn, một bản chất tốt đẹp và sự thẳng thắn không bị tác động cùng nhau mang lại phẩm giá và vẻ đẹp tự nhiên. Shiba có tính chất tự lập và có thể dè dặt đối với người lạ nhưng lại trung thành và tình cảm với những người có được sự tôn trọng của nó. Nó có thể hung dữ với những con chó khác.
Các từ ngữ "quyền uy can đảm" (悍威 (hãn uy) kan'i), "tốt tính" (良性 (lương tính) ryōsei), và "thẳng thắn" (素朴 (tố phác) soboku) có giải thích cụ thể đã là chủ đề của nhiều bài bình luận.
Shiba là một giống chó tương đối khó tính và cảm thấy rất cần thiết khi giữ chính nó thật sạch. Nó thường liếm bàn chân giống như mèo, thường di chuyển theo cách riêng của mình để giữ bộ lông sạch sẽ, nhưng lại cực kỳ thích bơi lội và chơi đùa trong các vũng nước. Vì bản chất khó tính và đầy kiêu hãnh vốn có, Shiba con rất dễ dạy dỗ và trong nhiều trường hợp sẽ tự dạy dỗ chính mình. Chỉ cần chủ đơn giản là đặt chúng ra ngoài sau giờ ăn và ngủ thì có thể nói là đã đủ để dạy Shiba phương pháp thích hợp để đi vệ sinh.
Một đặc điểm giúp phân biệt giống chó này là"Shiba scream". Khi đủ kích động hay không vui, nó sẽ phát ra một tiếng thét lớn và cao. Điều này có thể xảy ra khi nó cố gắng để xử lý con chó theo một cách mà nó cho là không thể chấp nhận được. Các động vật khác cũng có thể phát ra âm thanh tương tự như trong những lúc vui, chẳng hạn như sự trở lại của chủ nhân sau khi vắng mặt lâu ngày hay sự xuất hiện của một người khách yêu thích,...

## Lịch sử
Thí nghiệm phân tích DNA gần đây đã khẳng định rằng loài chó mõm nhọn châu Á này là một trong những giống chó lâu đời nhất, đã sống từ thế kỷ thứ 3 trước Công nguyên.

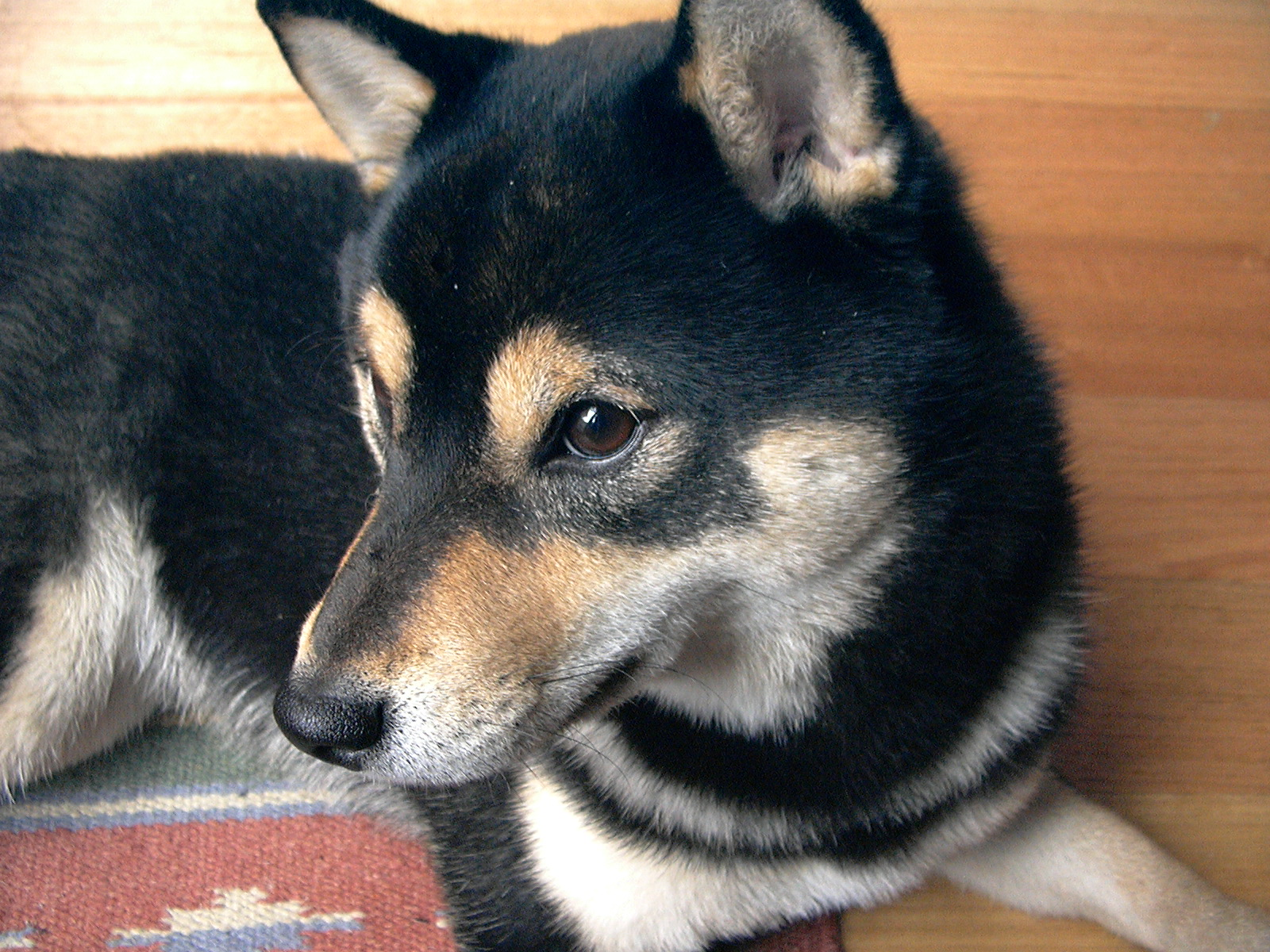
Shiba Inu đen và sạm cùng với"urajiro"

Ban đầu, Shiba Inu được nuôi để săn và bắt các con vật nhỏ, chẳng hạn như các loài chim và thỏ. Dù đã có nhiều nỗ lực để bảo tồn giống, Shiba gần bị tuyệt chủng trong Chiến tranh thế giới thứ hai do tình trạng thiếu thực phẩm cộng thêm dịch bệnh chó sau chiến tranh. Tất cả những con chó sau này được tạo ra chỉ từ ba dòng máu còn sống sót. Những dòng máu đó là Shinshu Shiba từ Nagano, Mino Shiba từ Gifu, và San'in Shiba từ Tottori và Shimane. Shinshu Shiba sở hữu một lớp lông tơ rắn, với một lớp lông dày bảo vệ, nhỏ và có màu đỏ. Mino Shiba thường có đôi tai dày, chích và sở hữu một cái đuôi hình lưỡi liềm, chứ không phải là đuôi cuộn tròn thường được tìm thấy trên Shiba hiện nay. San'in Shiba thì lớn hơn so với hầu hết các giống Shiba hiện nay, và thường có màu đen, không có dấu sẫm và trắng thường được tìm thấy trên Shiba đen - sẫm hiện nay. Khi nghiên cứu về chó Nhật được chính thức hóa trong đầu và giữa thế kỷ 20, ba chủng này đã được kết hợp thành một giống tổng thể, Shiba Inu. Các tiêu chuẩn giống Nhật Bản đầu tiên cho Shiba, tiêu chuẩn Nippo, được xuất bản vào năm 1934. Vào tháng 12 năm 1936, các Shiba Inu được công nhận là Di tích tự nhiên của Nhật Bản thông qua Đạo luật văn hóa, phần lớn là do những nỗ lực của Nippo (Nihon Ken Hozonkai) - Hiệp hội Bảo tồn Chó Nhật Bản.
Năm 1954, một gia đình phục vụ vũ trang mang con Shiba Inu đầu tiên đến Hoa Kỳ. Vào năm 1979, lứa đầu tiên được ghi nhận sinh ra tại Hoa Kỳ. Shiba đã được công nhận bởi Hiệp hội chó giống Mỹ vào năm 1992 và được bổ sung vào nhóm AKC (nhóm phi thể thao) vào năm 1993. Giống bây giờ chủ yếu được nuôi như thú cưng ở Nhật Bản và các nước khác.

## Sức khỏe

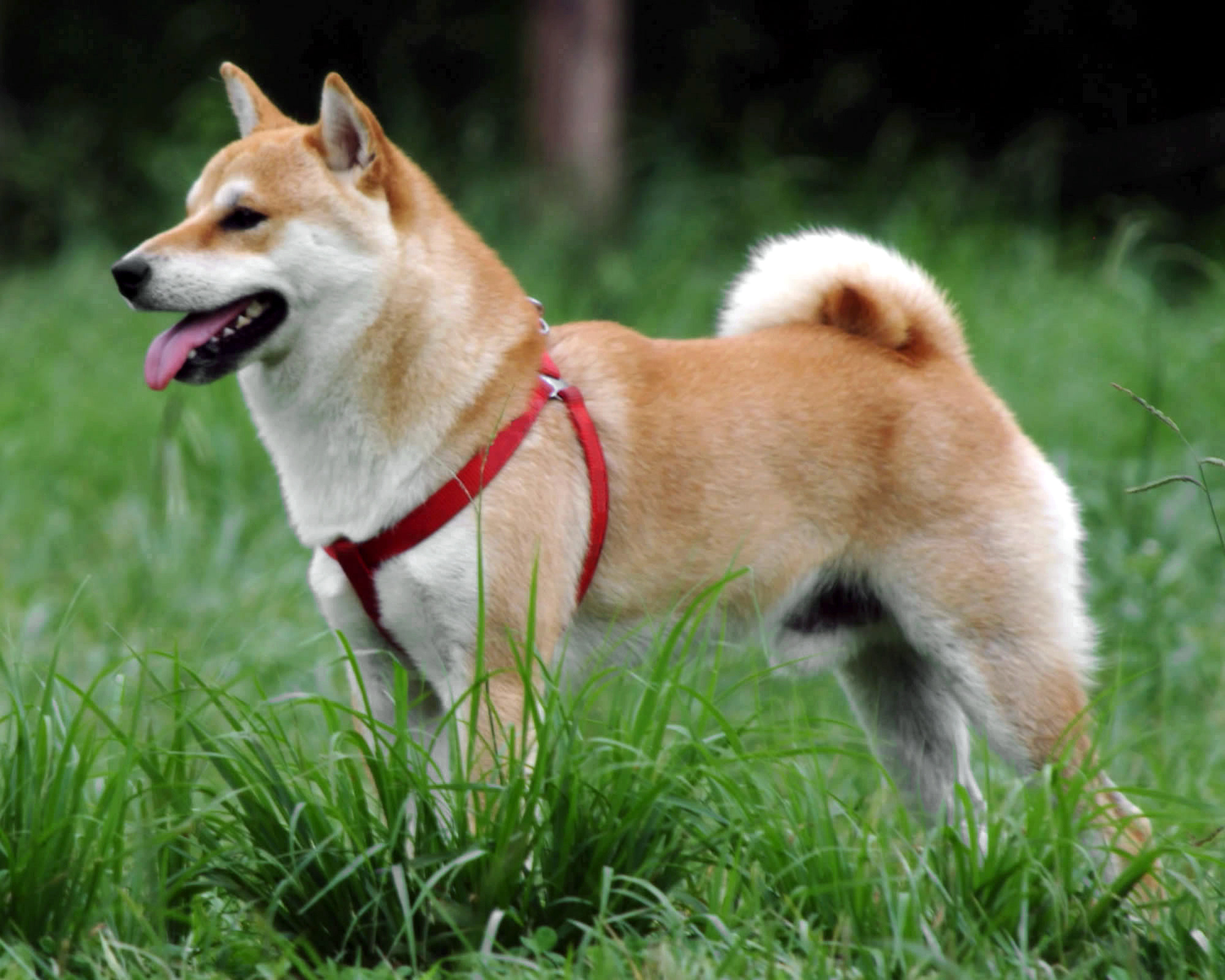
Một con Shina Inu đang chơi đùa ở bãi cỏ.

Tình trạng sức khỏe được biết ảnh hưởng đến giống chó này là dị ứng, thanh quang nhãn, cườm thủy tinh thể mắt, loạn sản xương hông, quặp và trật xương bánh chè. Nhìn chung, dù gì đi nữa, chúng có tính di truyền cao và khá nhiều Shiba được chẩn đoán khuyết tật do di truyền so với các giống chó khác.
Kiểm tra chung định kỳ được khuyến cáo nên được thực hiện trong suốt cuộc đời của con chó nhưng vấn đề thường được phát hiện sớm trong cuộc đời của nó. Kiểm tra mắt nên được thực hiện hàng năm vì vấn đề về mắt có thể phát triển theo thời gian. Năm hai tuổi, Shiba Inu có thể được coi là hoàn toàn tự do khỏi các vấn đề chung nếu không được phát hiện bởi thời điểm này, vì ở độ tuổi này bộ xương đã được phát triển đầy đủ.
Như đối với bất kỳ những con chó khác, Shiba nên được đi hoặc nếu không thì nên vận động hàng ngày.

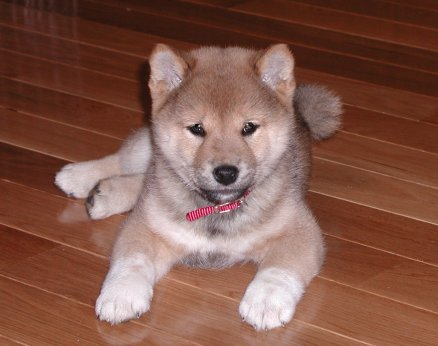
Shiba Inu con.

### Tuổi thọ
Tuổi thọ trung bình của Shiba Inu là từ 12 đến 16 năm. Tập thể dục, đặc biệt là đi bộ mỗi ngày, sẽ giúp cho giống chó này sống lâu và khỏe mạnh  Shiba lâu đời nhất được biết đến là "Pusuke", đã qua đời ở tuổi 26 vào đầu tháng 12 năm 2011 và là chú chó già nhất còn sống vào thời điểm đó.

### Chăm sóc
Giống chó này rất sạch sẽ, vì vậy nhu cầu chải chuốt nên được thực hiện tối thiểu. Một lớp lông Shiba Inu thô, ngắn có chiều dài trung bình với lớp lông bên ngoài dài 2,5 đến 3,2 cm (1 đến 1+1⁄4 in); và không thấm nước tự nhiên nên ít cần tắm thường xuyên. Nó cũng có một lớp lông dày có thể bảo vệ chúng khỏi nhiệt độ đông đá. Tuy nhiên, rụng lông có thể là một mối phiền toái. Rụng lông nặng nhất có sự thay đổi theo mùa và đặc biệt là trong mùa hè, nhưng việc chải lông hàng ngày có thể làm giảm vấn đề này. Chủ nhân không được phép cạo hoặc cắt lông của Shiba Inu, vì lông cần thiết để bảo vệ chó khỏi nhiệt độ cả nóng lẫn lạnh.

## Trong văn hóa đại chúng

### Meme Internet
Doge là một meme Internet thường được biết đến với hình ảnh bao gồm một con Shiba Inu và tiếng Anh hỏng. Một loại tiền mã hóa phổ biến gọi là Dogecoin được đặt tên dựa trên meme này và có logo có hình ảnh một con chó Shiba.